# Caprorhinus ranohirae
Caprorhinus ranohirae är en insektsart som beskrevs av Kevan, D.K.M. 1963. Caprorhinus ranohirae ingår i släktet Caprorhinus och familjen Pyrgomorphidae. Inga underarter finns listade i Catalogue of Life.